# Chu Čchi-li
Chu Čchi-li (čínsky pchin-jinem Hú Qǐlì, znaky tradiční 胡啟立; * 6. října 1929) byl čínský komunistický politik, v 50. a 60. letech pracoval v mládežnickém hnutí, do vysoké politiky se dostal začátkem 80. let, jako starosta Tchien-ťinu (1980–1982), tajemník sekretariátu ústředního výboru (1982–1989) a člen politbyra (1985–1989). Od roku 1987 patřil mezi nejvlivnější čínské politiky, jako člen stálého výboru politbyra a výkonný tajemník sekretariátu. Roku 1989 zaujal, společně s generálním tajemníkem Čao C’-jangem smířlivý postoj k demonstracím na náměstí Nebeského klidu, nesouhlasil s tvrdým zásahem armády a byl následně odvolán z politbyra i sekretariátu. Nadále působil už jen v méně významných funkcích, náměstka ministra (1991–1993) a ministra (1993–1998) strojírenství a elektronického průmyslu a místopředsedy celostátního výboru Čínského lidového politického poradního shromáždění (1998–2003). Poté se angažoval v charitativní činnosti.

## Život

### Mládí a činnost v mládežnickém hnutí
Chu Čchi-li se narodil 6. října 1929 v Jü-linu na severu provincie Šen-si. V roce 1946 byl přijat na Pekingskou univerzitu ke studiu fyziky. V roce 1948, ve svých 19 letech, vstoupil do Komunistické strany Číny. Když byla v roce 1949 založena Čínská lidová republika, změnil směr studia a zaměřil se na politiku, přičemž v 50. a 60. letech působil v mládežnických organizacích. V letech 1951 až 1956 byl tajemníkem výboru Komunistického svazu mládeže Pekingské univerzity. V letech 1956 až 1966 vykonával funkci předsedy Všečínské federace studentů.
Během kulturní revoluce pracoval v nižších stupních škol kádrů sedmého května. V letech 1972–1977 působil jako zástupce tajemníka okresních výborů v oblasti Ning-sia a vedoucí oddělení nigsiaského provinčního výboru KS Číny.

### Vzestup do vedení komunistické strany
Po kulturní revoluci působil jako zástupce rektora univerzity Čching-chua. V letech 1978–1980 byl členem sekretariátu ústředního výboru Komunistického svazu mládeže, předsedal také Všečínské federaci mládeže (1979–1983). V letech 1980–1982 byl jedním ze stranických tajemníků a starostou města Tchien-ťin. Od dubna 1982 do června 1983 vedl Hlavní kancelář ÚV KS Číny. Na XII. sjezdu KS Číny v září 1982 byl zvolen členem ústředního výboru a tajemníkem sekretariátu ÚV. V sekretariátu odpovídal za řízení stranického aparátu. V září 1985 byl při reorganizaci vedení strany zvolen členem politbyra. V 80. letech s ním generální tajemník ÚV KS Číny Chu Jao-pang (se kterým se ze společné práce v mládežnickém hnutí znal dlouhá léta) a vůdce strany a země Teng Siao-pching počítali jako s možným budoucím generálním tajemníkem. Zabýval se propagandou, přitom, v zájmu vyvážení liberálních a konzervativních pohledů, vedl ideologické kampaně střídavě s konzervativním Teng Li-čchünem, pod vrchním dohledem Chu Čchiao-mua.
Na XIII. sjezdu KS Číny v listopadu 1987 postoupil mezi nejvýše postavené politiky Číny, když byl potvrzen v ÚV, sekretariátu a politbyru, navíc se stal jedním z pěti členů stálého výboru politbyra a zaujal vedoucí pozici v sekretariátu jako výkonný tajemník. Současně s vedením sekretariátu převzal od Chu Čchiao-mua obecný dohled na ideologickou a propagandistickou prací strany, z titulu předsedy ústřední vedoucí skupiny pro propagandu a ideologii. Úzce spolupracoval s generálním tajemníkem Čao C’-jangem a sdílel jeho liberální postoje, ve stálém výboru tak proti těmto dvěma liberálnějším členům stáli dva konzervativci (předseda vlády Li Pcheng a první místopředseda vlády Jao I-lin) při centristické a rozhodující pozici Čchiao Š’a.

### Odvolání z vedení strany a následný život
Při demonstracích na náměstí Nebeského klidu od dubna 1989 podporoval smířlivou linii Čao Č’-janga, umožnil médiím volné informování o událostech a nesouhlasil se zásahem armády začátkem června. Poté, co ve vedení strany získali převahu podporovatelé zásahu v čele s Teng Siao-pchingem, byl v červnu 1989 reorganizován stálý výbor politbyra a sekretariát. Čao C’-jang byl se svými stoupenci odvolán z vedení strany; odvolán byl i Chu Čchi-li, který odešel z politbyra i sekretariátu, podržel si pouze členství v ústředním výboru.
Dva roky zůstal mimo politiku, až roku 1991 byl jmenován náměstkem ministra strojírenství a elektronického průmyslu, v letech 1993–1998 zmíněné ministerstvo vedl jako ministr. Současně byl na XIV. sjezdu KS Číny v říjnu 1992 znovuzvolen členem ústředního výboru (do následujícího sjezdu roku 1997), pokus o návrat do politbyra ale zablokoval Čchen Jün. V březnu 1998 odešel z vlády, místo vládní funkce byl zvolen místopředsedou celostátního výboru Čínského lidového politického poradního shromáždění. Místopředsedou zůstal jedno volební období, do března 2003.
Roku 2003 ukončil svou politickou kariéru, nadále působil v charitativní a dobročinné oblasti, byl předsedou Nadace Sung Čching-ling (2001–2016) a Čínského sociálního sdružení (2001–2017).